# Île Mudge
L'île Mudge est une île de Colombie-Britannique, une des îles Gulf dans le détroit de Géorgie.

## Géographie
Située dans le Sud des îles Gulf, entre l'île Gabriola et l'île de Vancouver, elle mesure environ 800 m de large sur 4 km de longueur.

## Histoire
Elle a été nommée en l'honneur de William Fitzwilliam Mudge (1831-1863), un officier du HMS Plumper sous les ordres de George Henry Richards qui visita la région en 1859.

## Population
60 habitants y vivent de manière permanente. Lors de la saison estivale, cette population passe à plus de 200 habitants.